# Alekséi Vasílievich Shúbnikov
Alekséi Vasílievich Shúbnikov (en ruso: Алексей Васильевич Шубников; 29 de marzo de 1887 - 27 de abril de 1970) fue un cristalógrafo y matemático ruso, primer director y fundador del Instituto de Cristalografía (que lleva su nombre después su muerte) de la Academia de Ciencias de la Unión Soviética en Moscú. Es reconocido por su labor pionera en la cristalografía rusa y en su aplicación.

## Semblanza

### Carrera
Shúbnikov se graduó en 1912 en el Departamento de Ciencias Naturales de la Facultad de Física y Matemáticas de la Universidad de Moscú. De 1920 a 1925 fue profesor en el Instituto de Minería de los Urales, en Ekaterimburgo. En 1925, por invitación del conocido mineralogista y geólogo Aleksandr Fersman, fue a Leningrado, donde fundó un laboratorio de cristalografía y sentó las bases de la escuela soviética de cristalografía teórica y aplicada y campos relacionados. De 1927 a 1929 visitó instituciones de investigación en Noruega y Alemania y trabajó temporalmente con Friedrich Rinne. En 1934 recibió un doctorado en el campo de las ciencias geológicas. Como parte de una reestructuración en la Academia de Ciencias, se mudó a Moscú con su laboratorio en 1934. Con el comienzo de la guerra germano-soviética en 1941 fue trasladado a la región de Sverdlovsk, donde continuó el trabajo de investigación sobre piezoelectricidad. En 1943 regresó a Moscú con su laboratorio, que en 1944 se transformó en el Instituto de Cristalografía por decisión del Presidium de la Academia de Ciencias. En 1953 fundó el Departamento de Física de Cristales en la Facultad de Física de la Universidad Lomonosov, donde fue profesor hasta 1968. Dirigió el Instituto de Cristalografía de la academia hasta 1962.
Fue miembro correspondiente de la Academia de Ciencias de la URSS desde 1933 y miembro de pleno derecho y académico desde 1953. Cofundador de la Unión Internacional de Cristalografía, también era un miembro extranjero de las Sociedades Mineralógicas de Gran Bretaña y de Francia.
Es conocido por su investigación en la década de 1950 sobre los grupos de Shúbnikov (que llevan su nombre), con muchas aplicaciones en cristalografía y física del estado sólido, especialmente en los campos de magnetismo y la ferroelectricidad. Estos grupos fueron introducidos por Heinrich Heesch en 1929 y, por lo tanto, también se denominan grupos de Heesch-Shúbnikov en la actualidad.

### Trabajos
Shubnikov fue autor de más de 250 publicaciones científicas. Sus principales obras están dedicadas a la teoría de la simetría, la teoría de la cristalogénesis y las propiedades físicas de los cristales. Fue el primero en llamar la atención sobre las texturas piezoeléctricas, que predijeron la posibilidad de observación visual de átomos y moléculas cuando los rayos monocromáticos pasan a través de dos retículos cristalinos superpuestos, lo que ha encontrado aplicación en la técnica del microscopio electrónico moderno. Habiendo desarrollado la doctrina de la antisimetría, dedujo los 58 grupos puntuales cristalográficos de antisimetría (grupos de Shúbnikov). Obras seleccionadas disponibles en inglés:
- Sobre las obras de Pierre Curie sobre la Simetría. En: Ups. gaseosa Nauk. Volumen 59, 1956, págs. 591–602. (Versión original en ruso e inglés en Comput. Math. Applic. 1988, doi:10.1016/0898-1221(88)90225-8)[5]
- Antisimetría de texturas. En: Cristal de física soviética. vol. 3, núm. 3, 1958, págs. 269–273. (Versión original en ruso e inglés en Comput. Math. Applic. 1988, doi:10.1016/0898-1221(88)90227-1)[6]
- Simetría de semejanza. En: Cristal de física soviética. vol. 5, núm. 4, 1961, págs. 469–476. (Versión original en ruso e inglés en Comput. Math. Applic. 1988, doi:10.1016/0898-1221(88)90226-X)[7]
- Datos Autobiográficos y Recuerdos Personales, En: P.P. Ewald (Ed.): Cincuenta años de difracción de rayos X, Acta de conferencia, 25 a 31 de julio de 1962, Múnich, Alemania[8]
- Simetría coloreada (1964) con N.V. Belov[9]
- Simetría en la ciencia y el arte (1974) con V.A. Koptsik[10] (Original en ruso publicado por Nauka, Moscú 1972.)

### Reconocimientos
- Orden de la Bandera Roja del Trabajo (1945, 1962)
- Stalin Prize por su monografía sobre texturas piezoeléctricas (1947), y por la creación de equipos y tecnología para la producción de rubíes (1950)
- Orden de Lenin (1953, 1967)
- Héroe del Trabajo Socialista (1967)

## Lecturas relacionadas
- Smolensky, G.A., Zhdanov, G.S. and Shuvalov, L.A.: "In memory of academician A.V. Shubnikov". In: Ferroelectrics. Volume 1, No. 1, 1970, pp. 191–193, doi 10.1080/00150197008241484 10.1080/00150197008241484 10.1080/00150197008241484. (Obituary, with photograph)
- Belov, N.V. and Vainshtein, B.K.: "Obituary. Alexey Vasilyevich Shubnikov 1887–1970", Journal of Applied Crystallography 3, December 1970, pp. 551–552, doi 10.1107/S002188987000691X 10.1107/S002188987000691X 10.1107/S002188987000691X (Obituary, with photograph)
- Vainstein, B.K.: A.V. "Shubnikov and his ideas in modern Crystallography". In: Computer. Math. Applic. Vol. 16, No. 5-8, 1988, pp. 351–356, doi 10.1016/0898-1221(88)90224-6 10.1016/0898-1221(88)90224-6 10.1016/0898-1221(88)90224-6.
- Hargittai, I. and Vainshtein, B.K. (eds.): Crystal symmetries: Shubnikov Centennial papers (1988)
- Shchagina, N.M.: "Aleksei Vasilievich Shubnikov: Memories of the Man and his Scientific Achievements on the 125th Anniversary of his Birth (2012)". In: Ferroelectrics. Volume 437, No. 1, pp. 1-7

- Datos: Q2644032